# Rawicz (herb szlachecki)
Rawicz – polski herb szlachecki, noszący zawołanie Rawa. Wzmiankowany w najstarszym zachowanym do dziś polskim herbarzu, Insignia seu clenodia Regis et Regni Poloniae, spisanym przez historyka Jana Długosza w latach 1464–1480. Rawicz jest jednym z 47 herbów adoptowanych przez bojarów litewskich na mocy unii horodelskiej z 1413 roku.
Herb występował głównie wśród rodzin osiadłych w ziemiach krakowskiej i sandomierskiej. Spośród najbardziej znanych rodów pieczętujących się herbem Rawicz, należy wymienić Dembińskich i Ożarowskich.
Rawicza używał też Julian Ursyn Niemcewicz.

## Opis herbu

### Opis historyczny

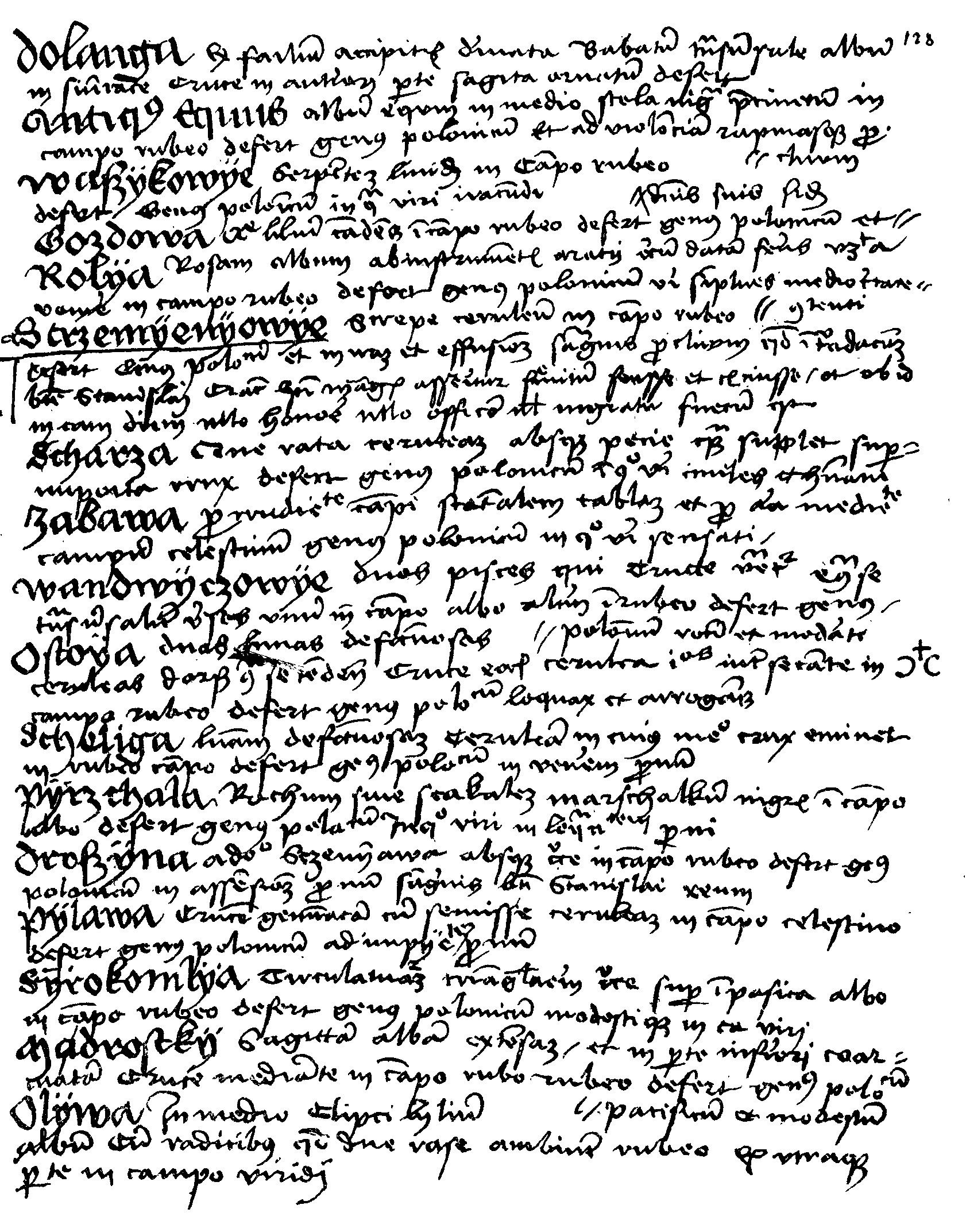
Jedna ze stron manuskryptów Jana Długosza, zawierająca opisy polskich herbów

Jan Długosz (1415–1480) blazonuje herb i opisuje herbownych następująco:

Rawa, in campo glauco virginem coronatam in amictu rubeo, manibus extensis, nigro urso insidentem. Ex Bohemica gente, que lilie Yrsouiczy nominantur, ducens genus, a Bohemie ducibus ob perfidie scelus cum omni eorum cognacione exterminati preter paucos, qui in Poloniam fugientes, in notabilem cręuere familiam. Seueri, audaces et crudeles viri; nonnulli eciam sanguinarii, periculorum contemptores.

Po przetłumaczeniu:

Rawa, w polu szarym ukoronowana dziewica w sukni czerwonej, z ramionami rozpostartymi, czarnego niedźwiedzia dosiadająca. Pochodzili z narodu czeskiego, gdzie nazywani są Wrszowcami; z powodu zbrodni wiarołomstwa wytraceni z całym ich rodem przez książąt Czech, z wyjątkiem niewielu, którzy uszedłszy do Polski rozrośli się w znakomitą rodzinę. Mężowie surowi, nieustraszeni i okrutni, niektórzy również skłonni do rozlewu krwi, gardzący niebezpieczeństwami.

Kasper Niesiecki, podając się na dzieła historyczne Bartosza Paprockiego i Szymona Okolskiego, opisuje herb:

Powinna być panna rozczesana, w koronie na głowie, ręce obie do góry rozszerzone i trochę podniesione mająca, w sukni, tylko po ramiona gołe ręce, siedząca na niedźwiedziu czarnym, w lewą tarczy bieżącym, prawa noga przednia jak do biegu podniesiona u niego, w polu żółtym. W hełmie nad koroną między dwiema jelenimi rogami pół niedźwiedzia większe, obróconego w lewą tarczy, jakby siedzącego, nogę przednią spuścił, w prawej różą trzyma.

### Opis współczesny
Opis skonstruowany współcześnie brzmi następująco:
Na tarczy w polu złotym na niedźwiedziu kroczącym, czarnym, panna w czerwonej sukni, rozczesana w koronie złotej.
W klejnocie między dwoma rogami jelenimi pół niedźwiedzia czarnego, wspiętego, z różą czerwoną w prawej łapie.
Labry herbowe czerwone, podbite złotem.

## Geneza
Niektóre z zamieszczonych tu informacji wymagają weryfikacji.
Dokładniejsze informacje o tym, co należy poprawić, być może znajdują się w dyskusji tej sekcji.
 Po wyeliminowaniu niedoskonałości należy usunąć szablon {{Dopracować}} z tej sekcji.

### Najwcześniejsze wzmianki
Jeden z najstarszych herbów polskich, przysługujący od XIV wieku m.in. rodom wywodzącym się z ziemi rawskiej (zdaniem m.in. Długosza, Rawici to potomkowie Wrszowców, możnowładców czeskich osiadłych od XII wieku w Polsce; Niesiecki natomiast uważa, że pochodzenie Rawitów jest polskie jeszcze z czasów monarchów pogańskich).
Herb jako taki powstał w XIV w. przestawiając w różnych wariantach pannę i niedźwiedzia.
Piekosiński próbując przyporządkować najdawniejsze osoby do rodu oparł się na następującym kryterium: imiona osób pochodzących przede wszystkim z rodu Rawitów to najprawdopodobniej: Warsz, Goworek, Grot, Męcina (ta metoda może powodować pomyłki o czym pisze sam autor).
Z kolei Paprocki pisze, że imiona protoplastów rodu to: Prandota, Goworek, Groth, Wars - w Dodatku do herbarza polskiego ks. K. Niesieckiego padają te same imiona jednakże (za Okolskim i Duńczewskim) jako synów Kochana księcia śląskiego, a nie Werszowców.
"Panna na niedźwiedziu” była używana jako znak na pieczęciach przed uznaniem herbu np. już w roku 1306.
Pierwszy znany wizerunek ukształtowanego herbu widnieje na pieczęci Jana Grota, biskupa krakowskiego z 1334 r.
W 1359 w lasach Płoniny na Wołoszczyźnie, w klęsce poniesionej przeciwko armii mołdawskiej, chorągiew Rawitów miała wpaść w ręce nieprzyjacielskie.
Najwcześniejsze lokalne źródło heraldyczne wymieniające ten herb to wspomniane już wcześniej Insignia seu clenodia Regis et Regni Poloniae, datowane na lata 1464–1480. Autorem tego dzieła jest polski historyk, Jan Długosz.  
W 1413 w wyniku unii horodelskiej herb został przeniesiony na Litwę.
Ród Rawitów używał zawołania „Rawa”. Ostrowski podaje, że najstarsza zapiska sądowa z nazwą „Rawa” pochodzi z 1413 roku (dotyczy Goworka z Bełszna „de cleijnodio Rawa”), nazwa „Rawicz” pojawia się w nich później, dopiero w XVI w.
Do niedźwiedzia w tarczy herbowej autor XVI-wiecznego herbarza – Bartosz Paprocki, i inni dawni heraldycy dodali odpowiednią legendę, wedle której, herb przywędrował do Polski przez Lotaryngię z Anglii za sprawą potomków króla Kanuta Wielkiego. Legendy herbowe podają daty występowania herbu, w czasach jeszcze przedheraldycznych, mianowicie w Polsce przed 1109 rokiem, a w Lotaryngii, od 1003.
Początki rodu tak opisują historycy, heraldycy:

Rawa (...) wywodzący się z plemienia czeskiego, gdzie nazywani są Wrszowcami; z powodu zbrodni wiarołomstwa wytraceni z całym ich rodem przez książąt Czech, z wyjątkiem niewielu, którzy uszedłszy do Polski rozrośli się w znakomitą rodzinę. Mężowie surowi, nieustraszeni i okrutni, niektórzy również skłonni do rozlewu krwi, gardzący niebezpieczeństwami. (Jan Długosz, Insignia, 18)

Długosz w historyi swojej lib. 4. w roku 1100. pisze, że Wawrzyniec Lorek, Bożej nazwany, z familii Rawitów, od Bretysława książęcia czeskiego urażony, że całą jego familią z państw swoich rugował, zabił go, na którego miejsce Borzywoj brat jego rządy czeskie objął, Bożejowi i Mutynie, bratu jego rodzonemu, darowawszy zabójstwo, do łask przywrócił (...), atoli Światopełk książę czeski w roku 1108 Mutynę i z synami dwiema jego, Bożejem i Boraszkiem, także Unisława i Domisława, wszystko to Rawiczanie byli, pozabijać kazał, czym przerażeni drudzy tegoż domu familianci do Polski się wynieśli; przyjął ich mile Bolesław III Krzywousty król Polski i w dobra ich w rawskim województwie opatrzył, gdzie wiele zamków i miast pofundowali i familią swoją w tym kraju rozplenili. (...) Atoli Paprocki w Ogrodzie fol. 183. Balbinus Epitom. Rer. Bohem. lib. 2. c. 9. poświadcza i Bielski, że to nie Ursovitae byli, jako chce Długosz, ale Wersovitae, nie Rawiczanie, ale Werszowcy; a drudzy, już ich Ursovitas, już Wersovitas piszą, w czem się mylą, bo inszy jest herb Wiersza, inszy Rawicz. Lepiejby tedy mówić, że i herb ten i familianci jego, jeszcze za monarchów pogańskich w tej ojczyznie kwitnęli.

Symbolika z wizerunkiem niedźwiedzia, występuje jako atrybut dostojników w zachodniej Europie w VIII wieku. Symbol niedźwiedzia, kojarzonego z siłą, występuje także w czasach prehistorycznych, i w kulturach pozaeuropejskich. W heraldyce Niemiec niedźwiedź (dawniej także w wersjach: orzeł stojący na niedźwiedziu czy orzeł nad niedźwiedziem) pojawia się w symbolice miasta Berlin co najmniej od XIII wieku. Obecnie herbem miasta jest niedźwiedź stojący na tylnych łapach. Na herb Rawicz miała z dużym prawdopodobieństwem wpływ zachodnioeuropejska heraldyka. Niedźwiedź występuje również w herbach na terenie krajów położonych na wschód od Polski. Przykładem jest herb Jarosławia (miasta w Rosji), w którym widnieje kroczący na tylnych łapach niedźwiedź (w dawnych czasach z partyzaną, trójzębem lub pastorałem w łapie, w wersji obecnej z toporem). Jest to miasto, które było stolicą jednego z ruskich księstw, a także podczas zajęcia Moskwy po interwencji wojsk polskich i szwedzkich tymczasową stolicą całego Cesarstwa (por. historia Jarosławia).
W opinii Piekosińskiego pierwsi polscy Rawici to pięciu Werszowców, którzy uciekli z Czech do Polski, prawdopodobnie o imionach „Warsz, Gowor, Męcina, Bożej i Grot”. Wdowa po Goworze wpisana została do albumu  konfraternii klasztoru lubińskiego ok. 1170 roku. W 1144 roku na pogrzebie księżnej Salomei obecny był Męcina z Rawitów.
W 1195 roku komes Goworek (wspomniany przez Długosza przy Leszku Białym) dowodził rycerstwem sandomierskim w bitwie nad Mozgawą (największa i bratobójcza bitwa w okresie rozbicia dzielnicowego).
Synowie Grota – potomka Goworka – Sięgniew i Warsz byli protoplastami dwóch podstawowych linii Rawiczan: Grotowiców i Warszowiców. Warszowice ulokowali się między innymi na Mazowszu.
Od imienia Warsz (a nie od legendarnego rybaka Warsa) wzięła nazwę dzisiejsza stolica Polski. Nie zachował się dokument lokacyjny Warszawy, można jednak sądzić, że miasto powstało na przełomie XIII i XIV w., kiedy uformowała się Stara Warszawa. Wiadomo jednak, że Warszawę założono na prawie chełmińskim, a zasadźcami byli prawdopodobnie Niemcy, majętni kupcy z Torunia. Nadana przez nich nazwa (pierwotnie Warszowa lub Warszewa) pochodzi od rycerza z rodu Rawów (Rawiczów) imieniem Warsz, do którego należała wieś z XII lub XIII w., leżąca w obrębie dzisiejszego Mariensztatu.
Badacz dziejów Rawiczów, J. Wroniszewski (zobacz też hasło Solec w: Słownik historyczno-geograficzny ziem polskich w średniowieczu), w poświęconej im monografii napisał: W 1381 r. Goworek Kurzeski, cześnik rawski i sochaczewski, za zgodą żony Katarzyny oraz synów Goworka i Bartłomieja, sprzedał za 115 kop groszy wieś Solec mieszczaninowi warszawskiemu Piotrowi. Przy dokumencie wystawionym wtedy przez Goworka znajduje się jego pieczęć z herbem Rawa. (...) Solec będący przedmiotem powyższej transakcji to pierwotnie wieś parafialna Warszawy. Fakt posiadania przez Rawiczów Solca, obok nazwy Warszawa pochodzącej od imienia Warsz, wskazuje że również ta druga miejscowość mogła należeć do omawianego rodu.
Zobacz też herbarz Szymona Okolskiego „Orbis Polonus” (1641-1645), T.2., 581-602.
Herb nadawany był również rodzinom nobilitowanym, m.in. gdańskim patrycjuszom Barom.

### Najstarsza symbolika, nazwa herbu
Łacińska nazwa rodu Wrszowców to Vrsines natomiast łacińska nazwa herbu Rawicz to Vrsyn od łac. Vrsi/Vrsa = niedźwiedzie/niedźwiedzica, w XVI wieku Niedźwiadowie bywają utożsamiani z Rawiczami. Mimo podobnego zapisu czeskie Vrša (Wiersza - rodzaj więcierza, herb Werszowców) jest innym herbem niż Rawicz, co podkreśla Niesiecki. Rawicz jest określeniem XVI-wiecznym, w XV wieku spotyka się Rawa, które być może ma związek z nazwą miejscowości i rzeki Rawa (obecnie Rawka), pochodzenie której jest następujące: 
- morfem raw- charakterystyczny jest dla nazw wodnych[24],
- scytyjskie określenie Ra (Ῥᾶ „wilgoć”) używane od starożytności np. w nazwach: starogreckiej Ra, łacińskiej Rha, mordwińskiej Raw - (Wołga), pokrewne słowa znajduje się także w innych językach, być może Rawa można odczytać jako „spokojna woda”[25][26],
- pochodzenie słowiańskie pokrewne słowackiemu słowu riava (rwący potok górski)[26],
- pokrewne z rozrywać/rozbijać[26],
- m.in. według Brucknera: od ryć[27].

Z tezą jakoby polskie herby w dużej części brały swe nazwy od rzek, nie zgadza się Piekosiński. Rozważa on raczej możliwość odosobowego pochodzenia, argumentując, że w nazwie Rawicz końcówka -icz sprawia, iż jest ona nazwą patronimiczną od imienia osoby założyciela rodu (syn Rawy = Rawicz), poza tym pisze, że Rawa jako duży ośrodek była najprawdopodobniej własnością książęcą a nie rodzinną, jednakże jak sam przyznaje nazwa Rawicz pojawia się np. w zapiskach sądowych dopiero w XVI wieku.

### Legenda herbowa
Legenda herbowa głosi, że po śmierci króla Anglii Knuta Wielkiego (syna Swenona I i Sygrydy – córki Mieszka I) państwo dostało się synowi zmarłego monarchy – Swenonowi. Obarczono go również obowiązkiem uposażenia swojej siostry – Klotyldy gdy ta zdecyduje się na zamążpójście. Gdy jednak do Londynu zaczęli zjeżdżać swaci dopytujący o rękę królewny, źli doradcy namówili młodego króla do wydania siostry na pożarcie czarnemu niedźwiedziowi, żyjącemu w jaskini i zagarnięcia posagu dla siebie. Modlitwy dziewicy spowodowały jednak, iż groźny zwierz dał się okiełznać pasem królewny. Niedoszła ofiara wróciła tryumfalnie do zamku, jadąc na grzbiecie niedźwiedzia, używając pasa jako cugli. Przerażony oczywistym cudem brat prosił siostrę o przebaczenie i zwrócił jej zagrabione skarby. Królewna po jakimś czasie wyszła za mąż za księcia Lotaryngii. Szczęśliwe małżeństwo Bóg obdarzył siedmioma synami, z których kilku zamieszkało w innych krajach, gdzie znaleźli dla siebie żony. Dwóch synów Klotyldy osiadło w Polsce, pod Rawą. Na wieczną pamiątkę cudownego wybawienia matki umieścili w swoim herbie rodowym dziewicę z koroną na głowie, siedzącą na czarnym niedźwiedziu. Nazwa herbu wzięła się od ich nowej siedziby.

## Hipoteza znaku przedheraldycznego Werszowców
Niektóre z zamieszczonych tu informacji wymagają weryfikacji.
Dokładniejsze informacje o tym, co należy poprawić, być może znajdują się w dyskusji tej sekcji.
 Po wyeliminowaniu niedoskonałości należy usunąć szablon {{Dopracować}} z tej sekcji.

### Godło Warsza i jego pochodzenie

„Godło Warsza” – odcisk z pieczęci kasztelana krakowskiego Warsza (prawdopodobnie Werszowca)

Istnieje, mające wiele prawdopodobieństwa, przypuszczenie, jakoby Warsz, XIII-wieczny kasztelan krakowski, pochodził z rodu Werszowców. Zachowały się dwa odciski jego pieczęci (z 1278 i 1279 roku) z łacińskim napisem „Warsz kasztelan krakowski”. Pewne możliwe zastrzeżenia co do autentyczności dokumentu z roku 1278 wskazali i starali się wyjaśnić XIX-wieczni historycy, autentyczność obu odcisków pieczęci nie była podważana. Przedstawiają one znak zwany „godłem Warsza” (Ostrowski oznaczył symbole z tych pieczęci „RAWA Ib i Ic”, a według Piekosińskiego jest to „stanica runiczna” Werszowców). W pracy Ryszarda Kiersnowskiego jest wzmianka (prawdopodobnie wynikła z interpretacji tezy Piekosińskiego sformułowanej przezeń jako pewnik, a nie hipoteza), że podobnych pieczęci Rawitów powinno być więcej, nie wskazał on jednak żadnych szczegółów, a inne dostępne opracowania nic o istnieniu takich pieczęci nie wspominają.
Znak ten przedstawia krzyż grecki z nałożonym okręgiem i wszystkimi końcami ramion przekrzyżowanymi poza nim. Może nasuwać skojarzenie z pochodzącymi jeszcze z czasów pogańskich krzyżami greckimi, krzyżem celtyckim, krzyżem słowiańskim „słonecznym”, czy też z używanym m.in. przez misjonarzy krzyżem zdwojonym (porównaj też: herby Korybut i Brodzicz).
Znak może mieć swe źródło w jeszcze przedchrześcijańskim słowiańskim wzornictwie – we wczesnym średniowieczu podobne symbole są spotykane wśród tzw. gmerków – znaków rzemieślniczych (w szczególności garncarskich). Zobacz też: herb mieszczański, merk.
Podobne znaki widnieją również na niektórych wczesnośredniowiecznych europejskich monetach.
Piekosiński twierdzi, że godło ma runiczne (zobacz: runy germańskie, tzw. runy słowiańskie) pochodzenie, większość historyków odrzuca jednak hipotezę o takim źródle polskich herbów.
Znaki tego typu są zbyt proste, by z całą pewnością wywodzić ich pochodzenie, ponieważ podobne do nich pojawiają się w zbyt wielu kulturach i okresach.

### Hipoteza
W pracach Franciszka Piekosińskiego z XIX wieku spotyka się hipotezę, iż poza kasztelanem, także ród Werszowców w Polsce mógł posługiwać się przed obraniem herbu znakiem przedheraldycznym znanym z pieczęci Warsza (powołując się na Piekosińskiego tezę tę powiela/cytuje także Ostrowski)

### Argumenty przeciwko hipotezie
- według prof. Antoniego Małeckiego bezcelowe jest wdawanie się w analizę, czy „godła Warsza”, używali przed nim jego przodkowie, ponieważ na poparcie tej czy przeciwnej hipotezy na temat znaku wykorzystywanego przez przodków Warsza nie ma żadnych dowodów[30], co więcej: Małecki uważa „przypuszczenie”, jakoby Warsz pochodził z rodu Werszowców jedynie za mające „wiele prawdopodobieństwa” nie zaś za dowiedzione[30],
- wiadomo, że potomkowie Warsza używali (np. jego syn w r. 1306) jako znaku przedheraldycznego „panny na niedźwiedziu”[13],
- w XII-XIII wieku spotyka się wiele przypadków, gdy znaki na pieczęciach dostojników nie były ustalonymi znakami rodowymi, ale osobistymi, indywidualnymi[40],
- na pieczęci opisywanej przez Piekosińskiego widnieje łaciński napis „Warsz kasztelan krakowski”[16], co pozwala na postawienie tezy, iż godło z pieczęci wykorzystywał Warsz podczas pełnienia urzędu; w dawnej Polsce nie było definitywnego prawnego uregulowania czy dana pieczęć jest urzędowa czy prywatna[41],
- liczący sobie co najmniej kilkaset lat wizerunek herbu Rawicz nie ma nic wspólnego pod względem graficznym z „godłem Warsza” kasztelana krakowskiego, ani z herbem Korybut, którego odmianę (występującą w wersji z nałożonym kołem) „godło Warsza” przypomina[potrzebny przypis],
- Większość herbarzy zawiera domyślną i jedyną definicję Rawicz – „panna na niedźwiedziu”, tylko niektóre herbarze dodają godło Warsza jako herb z nim „spokrewniony” (zobacz też herb Rawicz II o zupełnie odmiennej symbolice)[potrzebny przypis],
- nazwa najstarszej gałęzi rodu Vrsines (por. Wrszowcy) pochodzi najprawdopodobniej od łac. vrsi (niedźwiedzie), względnie od. czes. vrša (wiersza), nazwa rodu jest pierwszą znaną symboliką rodu. Okolski, w 1642 roku podaje łac. nazwę herbu „Rawicz alias Vrsyn” („Rawicz inaczej Niedźwiada”)[42]. Jest więc bardziej prawdopodobne iż symbolika rodu „Rawiczów inaczej Vrsines” u swego zarania miała związek z przedstawieniem niedźwiedzia (względnie wierszy) nie zaś z prawie nie wykorzystywanym (znane są obecnie jedynie dwa odciski pieczęci kasztelana) „godłem Warsza”[potrzebny przypis],
- jedyne uznawane za prawdopodobne informacje i źródła odnośnie do znaku pojawiają się w kontekście kasztelana krakowskiego, jednak nawet te nie są pewne (por. kronika, herbarz) i precyzyjne[43], zawierają też sprzeczne informacje[44] na temat Warsza, a wiele przekazów z tego czasu traktuje się jako legendarne[potrzebny przypis],
- pieczęcie fałszowano już w XIII wieku[45], w późniejszych czasach przypadków takich było „mnóstwo” np. w XVII w.[46], a Piekosiński nie mógł mieć dostępu do nowoczesnych metod datowania[potrzebny przypis],
- wielu historyków odrzuca tezę wysnutą przez Piekosińskiego oraz J.K. Ostrowskiego, iż wiele polskich herbów pochodzi od znaków runicznych, a takie pochodzenie pieczęci Warsza ci dwaj heraldycy podają[37][32][16].

### Argumenty za hipotezą
- Autentyczność pieczęci Warsza nie była podważana przez historyków[potrzebny przypis],
- Dawne fałszerstwa pieczęci wykonywane były zazwyczaj według oryginałów lub były ich odlewanymi kopiami[47]. Nawet ewentualne podważenie autentyczności pieczęci nie przesądza o autentyczności znaku, jeśli da się udowodnić, że fałszerstwo wykonane zostało w sposób uprzednio wspomniany[potrzebny przypis],
- Analogiczne przedheraldyczne znaki rodowe występują na pieczęciach przedstawicieli różnych innych rodów tego okresu (Awdańców, Gryfitów)[16],
- Nie są znane przykłady polskich godeł przedheraldycznych, przywiązanych do urzędu (np kasztelana), a w XIII wieku, dostojnicy piastujący urzędy oprócz stosowania znaków osobistych jako pieczętnych w wielu przypadkach jako takie stosowali także znaki rodowe[16],
- Źródła opracowane przez Franciszka Piekosińskiego i Juliusza Ostrowskiego nie były przez historyków podważane, mimo odrzucenia ich hipotezy o runicznym pochodzeniu herbów,
- Większość herbarzy zajmuje się zgodnie z definicją herbami, stąd brak w nich znaków przedheraldycznych. Hipotezę o przedherbowym znaku Rawitów Piekosiński wyłożył w dziele niebędącym herbarzem, a historyczną analizą dawnych znaków rodowych i herbów rycerstwa polskiego. Wyjątkowe umieszczenie przedheraldycznego znaku w herbarzu Ostrowskiego Księga herbowa rodów polskich mogło być spowodowane osobistym stosunkiem autora, również herbu Rawicz, do tego tematu[potrzebny przypis].
- Jak wskazują przykłady innych rodów (Lisowie, Gryfici, Ślepowronowie), także rody o nazwach związanych z symboliką zwierzęcą używały prostych, linearnych przedheraldycznych znaków rodowych, nieprzypominających wizerunku rodowego zwierzęcego totemu. Zapewne wypływało to z przyczyn praktycznych – łatwości wypalenia, wyrycia lub wycięcia takiego znaku dla oznaczenia własności, niż realistycznego animalistycznego symbolu[16].

## Herbowni

### Lista Tadeusza Gajla
Lista herbownych w artykule sporządzona została na podstawie wiarygodnych źródeł, zwłaszcza klasycznych i współczesnych herbarzy. Należy jednak zwrócić uwagę na częste zjawisko przypisywania rodom szlacheckim niewłaściwych herbów, szczególnie nasilone w czasie legitymacji szlachectwa przed zaborczymi heroldiami, co zostało następnie utrwalone w wydawanych kolejno herbarzach. Identyczność nazwiska nie musi oznaczać przynależności do danego rodu herbowego. Przynależność taką mogą bezspornie ustalić wyłącznie badania genealogiczne.
Pełna lista herbownych nie jest dziś możliwa do odtworzenia, także ze względu na zniszczenie i zaginięcie wielu akt i dokumentów w czasie II wojny światowej (m.in. w czasie powstania warszawskiego w 1944 spłonęło ponad 90% zasobu Archiwum Głównego w Warszawie, gdzie przechowywana była większość dokumentów staropolskich). Lista nazwisk znajdująca się w artykule pochodzi z Herbarza polskiego, Tadeusza Gajla (77 nazwisk). Występowanie na liście nazwiska nie musi oznaczać, że konkretna rodzina pieczętowała się herbem Rawicz. Często te same nazwiska są własnością wielu rodzin reprezentujących wszystkie stany dawnej Rzeczypospolitej, tj. chłopów, mieszczan, szlachtę. Jest to jednakże dotychczas najpełniejsza lista herbownych, uzupełniana ciągle przez autora przy kolejnych wydaniach Herbarza. Tadeusz Gajl wymienia następujące nazwiska uprawnionych do używania herbu Rawicz:
|  | Amszyński, Arciszewski. Bagocki, Bakałarowicz, Bandrowski, Baranowski, Barański, Bąkowski, Bełdowski, Bełzowski, Białonowicz, Biedrzychowski, Biedrzycki, Biedrzykowski, Bielski, Bienieski, Bieńko, Bilanowski, Bilbing, Binbink, Biodra, Biskupski, Bliskowski, Błeszyński, Bocheński, Boczkowski, Bogdański, Bogucki, Boguski, Boguskowski, Bogusławski, Boguta, Bolczewki, Bordziakowski, Borowski, Borsuk, Borszcożowski, Borszczowski, Boryczewski, Borysowski, Boryszewski, Borzewicki, Borzyszewski, Bożewicki, Brabantski, Broszniowski, Brośniowski, Brzeski, Brzumiński, Bujalski, Bukowski, Bułajewski. Ceglarski, Celejewski, Celejowski, Celgowski, Celigowski, Cemechowski, Chobrzański, Chobrzyński, Chociewski, Chociwski, Chodyński, Chrobrzański, Chrobrzeński, Chroślicki, Cibowicz, Ciecierski, Cieciorski, Cielgowski, Cieszycki, Ciszycki, Czarnolaski, Czekierski, Czekierstki, Czernski, Czerski, Czeski, Czetwertyński, Czuryłło, Czysta. Ćwikła, Ćwilichowski. Dalmat, Danejko, Dąbrowski, Dembiński, Depolt, Depult, Deręgowski, Dergent, Dergint, Dergon, Dergoński, Derhun, Derkon, Derkoński, Dębiński, Dębski, Dłuski, Dobraniecki, Dobroniewski, Dobrzeniecki, Domaniewski, Donejko, Dorostajski, Drotajewski, Drzewicki, Drzewiecki, Dubniewski, Duchnowski, Dziczkowski, Dziekoński, Dziemidowicz, Dziewulski, Dzieżkowski. Elsenau, Elżanowski. Fagel, Fajgiel, Faliszewski, Falkowski, Faygiel, Filipecki, Filipicki. Gadecki, Gadzicki, Gajecki, Galimski, Galiński, Gan, Gano, Gawerski, Gawiński, Gaworski, Gawroński, Gądecki, Gedowg, Gedygold, Giedowg, Gieszkowski, Gliński, Głąbkowski, Gniewosz, Godzicki, Goliński, Gołyński, Gorecki, Gorski, Gośniewski, Gowarczewski, Gowarczowski, Goworek, Gozdziejowski, Górski, Grabkowski, Grad, Grądzki, Grodzki, Gromadzki, Grondzki, Grot, Grotowic, Grotowski, Grott, Gudkowski, Gurski, Guszkiewicz, Gut, Guth, Gutkowski, Gutt. Hałuziński, Hołuziński, Homicki, Hornostaj, Hornostajski, Hrudziewicz, Hrudzina-Zaborowski, Hudo. Iżycki. Jackowski, Jakubowicz, Jankowski, Janowicz, Jarecki, Jarewski, Jarocki, Jarowski, Jasieński, Jasiewicz, Jasilkowski, Jasinkiewicz, Jasiński, Jasiukiewicz, Jastkowski, Jaszczurowski, Jawojsz, Jawosz, Jawoysz, Jezierski, Jeziorkowski, Jucewicz. Kalnicki, Kamianocki, Kamieński, Kamiński, Karniłowicz, Karpowicz, Karwowski, Kasprowicz, Kazimierski, Kazimirski, Kibort, Kiemlicki, Kiemlicz, Kieniewicz, Kiewlewicz, Kiewlicz, Klimczycki, Klisowski, Kliszowski, Kłoczewski, Kłoczowski, Kłopocki, Kobylański, Kobyleński, Kochan, Kochanowski, Komornicki, Komorowski, Koniecki, Koniński, Kończycki, Korniłłowicz, Korniłowicz, Kosacki, Kosecki, Kosibski, Kosiecki, Kosiński, Kossacki, Kossecki, Kossowski, Kostro, Kostrowicki, Kostrowiecki, Kostryc, Kostrzycki, Kot, Kotliński, Kozakiewicz, Kozarzewski, Kozicki, Koziełkowski, Koziołkowski, Kozubski, Krakoszewski, Krakówka, Krasnowski, Krasowski, Krassowski, Kraszczyński, Kraśnicki, Kraśniecki, Królicki, Kruczyński, Krukowski, Kruszewski, Kryński, Krzewski, Krzowski, Krzyczkowski, Krzyczykowski, Krzyszczykowski, Kubeł, Kuczabski, Kujawski, Kurosz, Kurowicki, Kwapiński. Lakstutowicz, Lang, Lasota, Lasotawicz, Lasotowicz, Lasowski, Lassota, Lassowski, Leniek, Lenk, Leśniewski, Leśniowski, Lewicki, Linowski, Lipicki, Lipieński, Lipiński, Lipski, Lwowicz, Lwowski. Łagiewnicki, Łakocki, Łapecki, Łącki, Łąkocki, Łętowski, Łubiński, Łubkowski, Łubnicki, Łupiński, Łupnicki. Mackiewicz, Mager, Magier, Magiera, Makocki, Makowski, Malina, Małachowski, Małgiewski, Maszyński, Mączyński, Mąkocki, Meglewski, Megłowski, Mejnart, Mejsztowicz, Meleniewski, Melgiewski, Melin, Mełgiewski, Meszyński, Meysztowicz, Męcina, Męciński, Męczyna, Męczyński, Męszyński, Michałowski, Michowski, Miechowski, Miedwiedowski, Miedzikowski, Miedzykowski, Mieszkowicz, Mikulczewski, Mikulski, Mikułowski, Minigajło, Minigał, Mitrowski, Mnichowski, Modliszewski, Modłkowski, Monko, Mońko, Mosiński, Moszyński, Mościcki, Mysłowski, Mystkowski. Nadarski, Nadolski, Nadratowski, Nadzowski, Nakutowicz, Nassuta, Nasuta, Naszuta, Neuman, Niedziałkowski, Niemcewicz, Niemczewicz, Niepiekło, Niesielkowski, Niesułkowski, Niesułowski, Nieszczewski, Nieśmiejan, Niewierski, Niszczewski, Noskowski, Nosowski, Nossowski, Nowacki, Nowicki, Nowikowski, Nowomiejski, Nowomiescki, Nowomski, Nowowiejski, Nowowski, Nożewski, Nożowski, Nurzyński. Obelt, Okolski, Okólski, Olendski, Olendzki, Oleński, Olęcki, Olędzki, Olęski, Olpiński, Olszewski, Olszowski, Ołdak, Ołdakowski, Orchowski, Orłowski, Oski, Osska, Ostasz, Ostrogradzki, Ostrowski, Oszarski, Oszczepalski, Oszka, Otrembus, Otrembusz, Owsiadowski, Owsianko, Owsiany, Ozga, Ożarowski, Ożegalski, Ożga, Ożygiewicz. Pachniewski, Pankracki, Paroski, Patawin, Pawełecki, Pągowski, Pękoszewski, Piasecki, Pielaszkowski, Pieszkowski, Pikiel, Piotrowski, Plaskota, Płaskot, Płaskota, Płocki, Płodziński, Podczarski, Podczaski, Podczaszyński, Poddembski, Poddębski, Poderski, Podkoński, Poraziński, Porażyński, Porzeziński, Potworowski, Prandota, Prosiński, Prusieński, Prusiński, Pruszyński, Pryszmont, Prytyka, Przewłocki, Przyjemski, Przystałowicz, Pszczołkowski, Pszczółkowski, Pszczyński, Pukciński, Pukiel, Pukinicki, Pukiński, Pukl, Puławski. Rabcewicz, Raciborski, Raciborzyński, Radecznicki, Radkowski, Radliński, Radomiński, Radomski, Radomyski, Radziejowski, Radziewski, Radzikowski, Rafał, Rajkowski, Rakacewicz, Rakocy, Rapcewicz, Rawa, Rawicz, Raykowski, Rąblewski, Regowski, Regulski, Rejkowski, Rembertowski, Reszczeński, Reszczyński, Rewecki, Rewucki, Reykowski, Roemer, Rogaliński, Rogoliński, Rojek, Rokicki, Rokotnicki, Romer, Rosocki, Rososki, Rozwadowski, Rudzieński, Rudziński, Rukowski, Rusiecki, Ruzdziński, Rybka, Ryczkowski, Rzepiński. Saczyński, Saleniewicz, Samborecki, Samborzecki, Sambożski, Sączyński, Sczerba, Sczyciński, Sib, Siedlecki, Sierpski, Siestrzyński, Siuczyło, Skawiński, Skinder, Skowiejski, Skowieski, Skrzyński, Skubicz, Skubisz, Skubysz, Sługocki, Słupecki, Słupski, Smiarowski, Smorczewski, Snopek, Snopkowski, Sobotowski, Sowiński, Stachowski, Staczek, Staczko, Stanowski, Stocki, Stokowski, Stolnicki, Straszewski, Strawinicki, Suchodolski, Suchy, Suczyło, Sulistrowski, Suliszewski, Sum, Suryn, Swarzyszewski, Swiniowski, Sypniewski, Szabliński, Szabrański, Szachłacki, Szaciński, Szadziński, Szajdecki, Szantyr, Szczerba, Szczerbanienko, Szczerbań, Szczerbicki, Szczerbo, Szczerbowicz, Szczucki, Szczyciński, Szmurło, Szotarski, Szuliszewski, Szumowicz, Szydłowski. Ślepikowski, Ślepkowski, Śliwiński, Śliwowski, Śmiarowski, Świątnicki, Świderski, Świerzbieński, Świerzbiński, Świniowski. Tadajewski, Tadajowski, Talewicz, Tarwid, Tazowski, Tązowski, Tczyński, Titman, Tomisławski, Topolski, Trzciński, Trzyciński, Twaróg, Tworziański, Tworzyański. Ułasiewicz, Ułaszewicz, Ursyn-Korniłowicz, Ursyn-Niemcewicz, Ursyn-Rusiecki, Urzelowski. Wagner, Warchałowski, Warsz, Warsza, Warszawski, Warszewski, Warszowski, Wegner, Węglewski, Węgrowicz, Węgrowski, Węgrzynowicz, Węgrzynowski, Wieczor, Wierciński, Wierzbieński, Wierzbiewski, Wilczopolski, Wilkowski, Wingrowicz, Wisimirski, Witanowski, Witosławski, Witożęć, Wojaczyński, Wojatyński, Wojcicki, Wojciechowicz, Wojciński, Wojczyński, Wojszwiłło, Wolski, Wołczacki, Wołczecki, Wołmiński, Wołodkiewicz, Wołodkowicz, Wołomiński, Wołucki, Woźnicki, Woźnieński, Woźniński, Wożnicki, Wożnieński, Wójcicki, Wójciński, Wóycicki, Wręcki, Wroczeński, Wroczyński, Wrzelowski, Wszeborowski, Wszeborski, Wszemborowski, Wszęborowski, Wygnanowski, Wysocki, Wyszomierski, Wyszomirski. Zaborowski, Zaborski, Zackowski, Zacnolaski, Zaczek, Zaczkowski, Zaćwilichowski, Zagrocki, Zagrodzki, Zaichowski, Zajemski, Zakaszewski, Zakraszewski, Zaleski, Załafczyński, Załuska, Załuski, Zasuski, Zawadowski, Zawichowski, Zawodowski, Zdembiński, Zdębiński, Zdrzalik, Zdziechowski, Zegrzda, Zegzdra, Zelasowski, Ziemacki, Ziemak, Znamierowski, Znamirowski, Zołędowski, Zwan. Żabiński, Żaczkowski, Żaczków, Żakowski, Żarski, Żelaskowski, Żelazkowski, Żelazny, Żelazo, Żelazowski, Żelichliński, Żelichniński, Żochowski, Żołądkowski, Żołędkowski, Żołędowski, Żołękowski, Żwan, Żwański. Tadeusz Gajl, Herbarz Polski |

### Pozostałe nazwiska
Spośród nazwisk niewymienionych na liście Tadeusza Gajla należy wymienić nazwisko Sołomerecki, należące do polskiego rodu książęcego. Sołomereccy używali również własnego herbu o nazwie Sołomerecki.

### Nazwiska postaci fikcyjnych
- Kmicic – nazwisko Andrzeja Kmicica, głównego bohatera powieści Potop, autorstwa Henryka Sienkiewicza.
- Jeziorkowski – nazwisko Basi Jeziorkowskiej – bohaterki Pana Wołodyjowskiego, autorstwa Henryka Sienkiewicza.
- Wejdnar – nazwisko Adama Wejdnara, postać z powieści Boży bojownicy, autorstwa Andrzeja Sapkowskiego.
- Kiemlicz – nazwisko nieznanego z imienia ojca i jego synów, Damiana i Kosmy Kiemliczów, bohaterów powieści Potop, autorstwa Henryka Sienkiewicza.

## Występowanie w heraldyce terytorialnej
Niemal niezmienionego herbu Rawicz używają między innymi: Tomaszów Mazowiecki, Ożarów, Sawin, Mordy, Gmina Mniów. Wersją uszczerbioną lub odmianą herbu Rawicz posługują się takie miejscowości jak: Rawicz, Radzyń Podlaski, Margonin, Przysucha, Goniądz, Adamów, Mońki. Klejnotem herbu pieczętują się Mońki oraz posługiwała się nim dzielnica Warszawy Ursynów.

## Odmiany herbu
Herb Rawicz przedstawiany był w wielu odmianach. W podstawowej wersji herbu zmieniane były czasem ułożenie rąk panny, i jej pozycja w stosunku do zwierzęcia. Prócz najczęstszego przedstawienia, w pozycji siedzącej na grzbiecie niedźwiedzia, była ukazywana stojąca przed nim, lub obok niego. Zmieniany był niekiedy kolor sukni, co może wynikać z faktu iż najpopularniejszy od k. XVIII herbarz polski Niesieckiego nie precyzuje w opisie barwy szaty. Najstarsze źródła z kolorowym przedstawieniem herbu (Codex Bergshammar i Herbarz Złotego Runa, XV w.) przedstawiają szatę panny w barwie czerwonej. Istnieją odmiany herbu Rawicz, powstałe w związku z nobilitacjami lub nadaniami tytułów arystokratycznych. Od podstawowego herbu różnią się niekiedy tylko dodatkiem korony rangowej, zmianami klejnotu lub barw herbu – są to zwykle tzw. herby własne, czyli odmiany przysługujące tylko pojedynczym rodzinom. Większość z wymienionych poniżej to właśnie herby własne:

### Odmiany według Ostrowskiego
Juliusz Karol Ostrowski przytacza jeszcze odmiany numerowane Ib-p, ale są to raczej różne przedstawienia Rawicza na przestrzeni wieków, odmiany tarczy, maniery itp.:
- Rawa Ib, Rawa Ic – na tarczy koło z krzyżem, którego ramiona poza kołem są przekrzyżowane. Pieczęć komesa Warsza, kasztelana krakowskiego, z 1278.
- Rawa Id – królewna stojąca z niedźwiedziem, który ją przednimi łapami obejmuje. Zwornik wiślicki, XIV wiek.
- Rawa Ie – pieczęć biskupa Jana Grota, z 1334.
- Rawa If – barwy nieznane, na tarczy królewna stojąca z niedźwiedziem, który ją łapą obejmuje. Zwornik katedry na Wawelu, XIV wiek.
- Rawa Ig – panna przed niedźwiedziem z podniesionymi rękami stojąca. Pieczęć Jakuba, sędziego ziemskiego sandomierskiego, z 1353.
- Rawa Ih – panna na niedźwiedziu. Pieczęć Marcina, biskupa.
- Rawa Ii – panna na niedźwiedziu. Pieczęć Krzczona (Krystyna) z 1410.
- Rawa Ij – na tarczy panna z rękami podniesionymi, siedząca na zwróconym w lewo niedźwiedziu. Pieczęć Krystyna z Ostrowa, kasztelana krakowskiego, z 1419.
- Rawa Ik – na tarczy panna z trzema krzyżykami na głową, z podniesionymi rękoma, siedząca na niedźwiedziu zwróconym w lewo. Pieczęć Grota z Jankowic, kasztelana małogoskiego, z 1419.
- Rawa Il – na tarczy panna z podniesionymi rękoma, siedząca na zwróconym w prawo niedźwiedziu, hełm, labry, klejnot - pomiędzy jelenimi rogami jakby postać ludzka. Pieczęć Wojciecha Michowskiego, kasztelana zawichoskiego, z 1451.
- Rawa Im – w polu złotym panna z rozpuszczonymi włosami w czerwonej, powłóczystej sukni stojąca z niedźwiedziem czarnym za sobą. Wizerunek z Roli Marszałkowskiej. Napis nad herbem: le S. de Placotinu, który może znaczyć Pan Płaskot.
- Rawa In – w polu złotym królewna z podniesionymi rękoma, na czerwono ubrana, siedząca na czarnym niedźwiedziu. Wizerunek z herbarza arsenalskiego, 1530.
- Rawa Io – na tarczy królewna na niedźwiedziu, hełm, korona, labry, klejnot - pomiędzy dwiema chorągwiami pół niedźwiedzia. Pieczęć Feliksa Czerskiego z XVI wieku.
- Rawa Ip – na renesansowej tarczy panna na niedźwiedziu. Wizerunek z herbarzyka Ambrożego z Nysy.

### Odmiany z niezmodyfikowaną barwą pola

#### Odmiany z niezmodyfikowaną barwą sukni
- Bar (labry czarne podbite zlorem)
- Dembiński (tarcza zwieńczona koroną hrabiowską)
- Homicki (tarcza zwieńczona dwoma hełmami, klejnot z prawej Rawicza, z lewej trzy pióra strusie złote między szarymi)
- Jarocki (w klejnocie brak róży w łapie niedźwiedzia)
- Pruszyński (tarcza zwieńczona koroną hrabiowską)
- Smorczewski (tarcza zwieńczona koroną hrabiowską)
- Strachocki (w klejnocie niedźwiedź otoczony złotą pomłością)

#### Suknia błękitna
- Lewicki (w klejnocie ręka w zbroi srebrnej z mieczem w prawo)

#### Suknia srebrna
- Bocheński I (w klejnocie srebrny rycerz dzierżący proporzec)
- Fribes
- Kujawski (klejnot nieznany)
- Ożarowski (tarcza zwieńczona koroną hrabiowską)

### Pole błękitne

#### Odmiany z niezmodyfikowaną barwą sukni
- Zawada (herb jak Rawicz, ale w błękitnym polu, w klejnocie zamiast rogów jelenich czerwone proporce, labry błękitne, podbite czerwienią)

#### Suknia srebrna
- Kaniowski (w polu błękitnym, na złotym niedźwiedziu kroczącym, panna w srebrnej sukni ze złotym berłem w prawej i takim kwiatem róży w lewej ręce)

| Odmiany herbu Rawicz | Odmiany arystokratyczne herbu Rawicz |  |

## Galeria

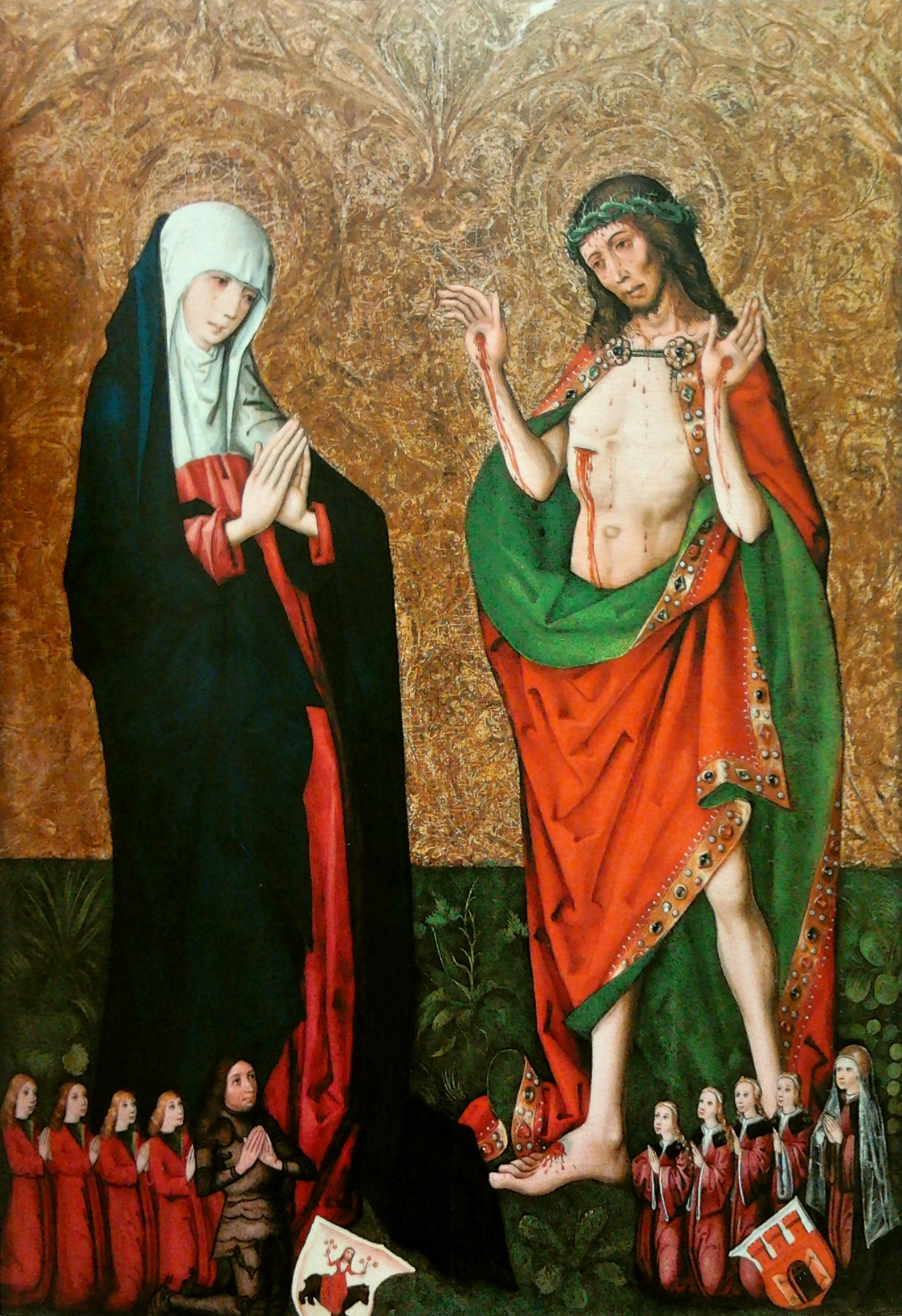
Epitafium Jana Supeckiego, nieznanego autorstwa (ok. 1509 roku). Herb Rawicz i Grzymała na dole obrazu.
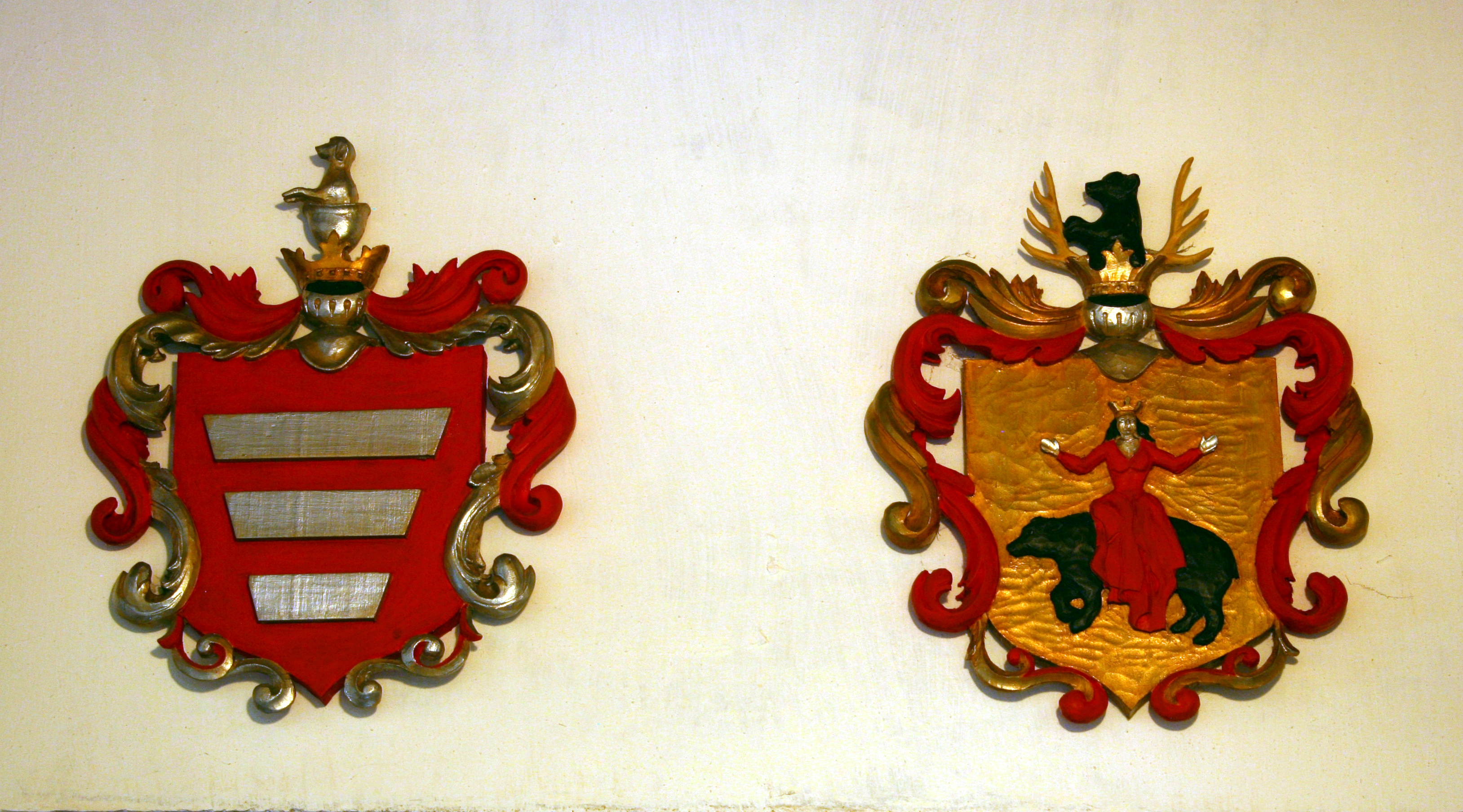
Korczak obok Rawicza na ścianie dworku szlacheckiego z Rdzawej w Sądeckim Parku Etnograficznym
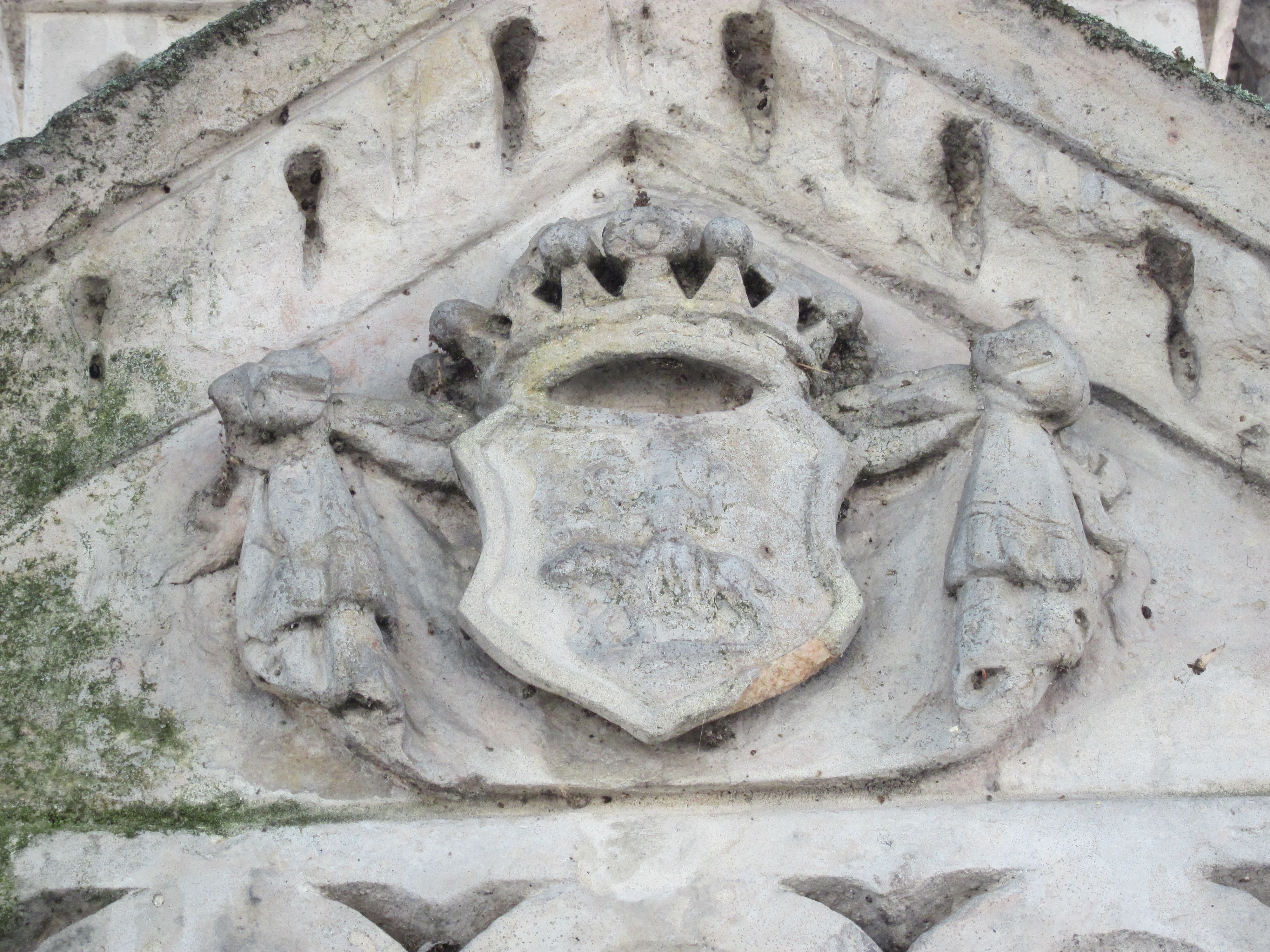
Ciechanowiec, fryz arkadowy z herbem Rawicz, należący do fundatora owego miejsca, Stefana Ciecierskiego.
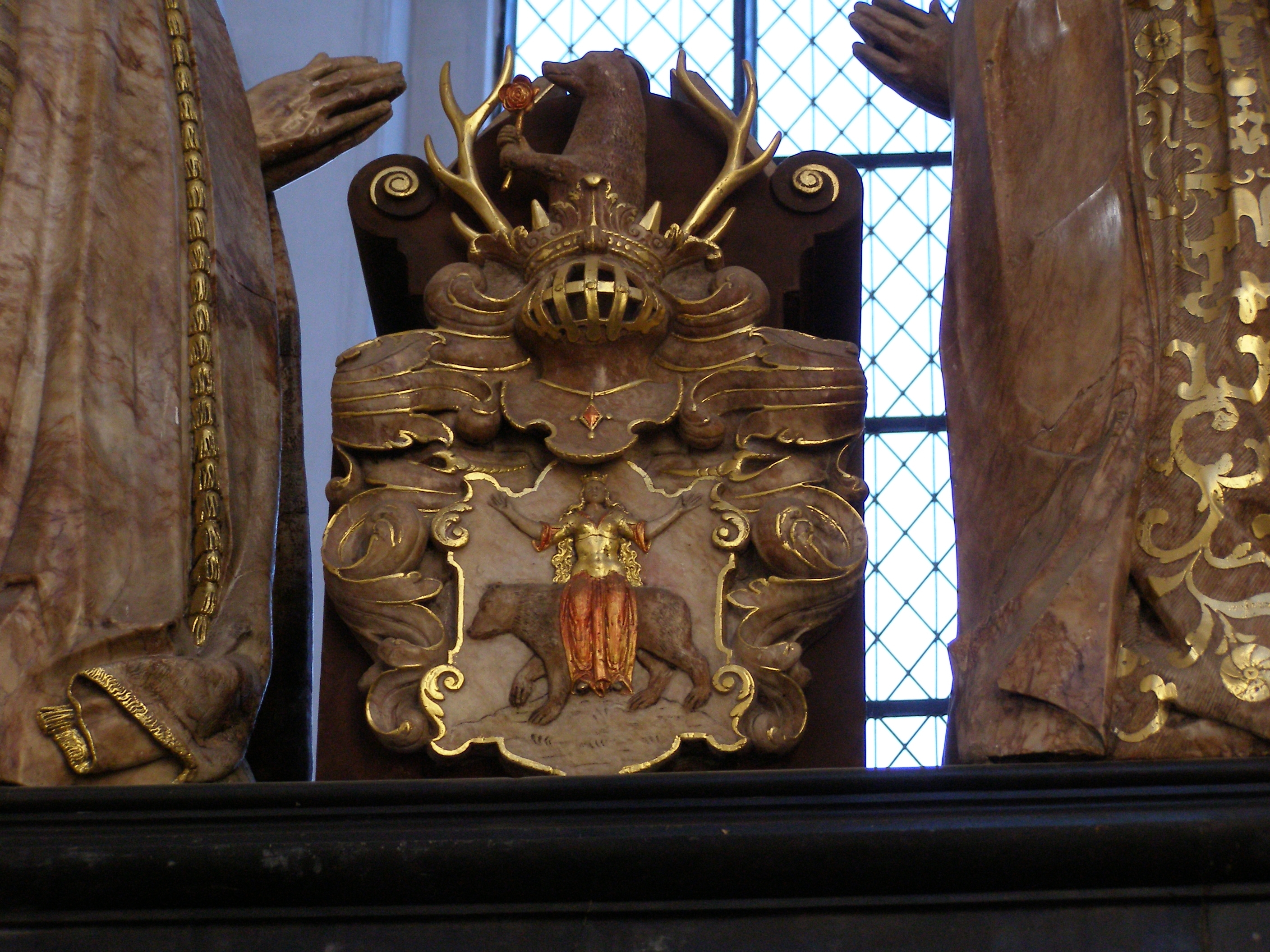
Bazylika w Gdańsku, nagrobek Simona i Judith Bahrów (XVII w.)
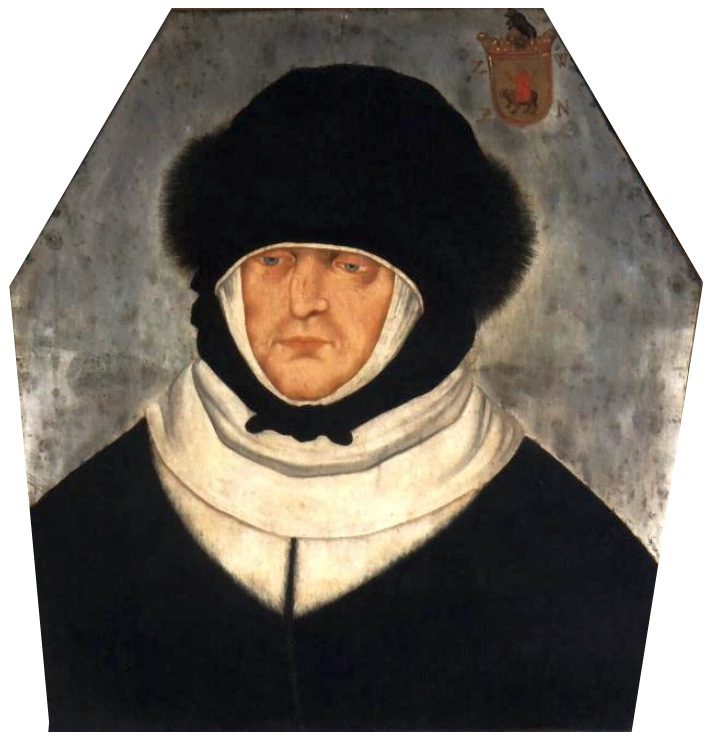
Portret trumienny Zofii Nowomiejskiej  z herbem Rawicz (ok. 1680)